# Iolaus thuraui
Iolaus thuraui är en fjärilsart som beskrevs av Suffert 1904. Iolaus thuraui ingår i släktet Iolaus och familjen juvelvingar. Inga underarter finns listade i Catalogue of Life.